# Acadèmia de Ciències de la Unió Soviètica
L'Acadèmia de Ciències de la Unió Soviètica (rus: Академия наук СССР, Akadémia naük SSSR) va ser la institució científica més important de la Unió Soviètica des del 1925 fins al 1991, que unia els principals científics del país, subordinats directament al Consell de Ministres de la Unió Soviètica (fins al 1946, al Consell de Comissaris del Poble de la Unió Soviètica). Fins al 1934 era a Petrograd/Leningrad, l'actual Sant Petersburg; després es va mudar a Moscou.
El 1991, per decret del President de la República Socialista Federada Soviètica de Rússia, l'Acadèmia de Ciències de Rússia, que havia estat fundada el 1724, va continuar les seves funcions anteriors a la revolució russa i es va establir sobre la base de l'Acadèmia de Ciències de la Unió Soviètica.

## Composició i estructura
Nombre de membres
El nombre total de membres actius de l'Acadèmia de Ciències l'1 de gener de 1936 era de 98 persones.
El 1989, l'Acadèmia consistia en:
- 323 membres actius;
- 586 membres corresponents;
- 138 membres estrangers[1]

Òrgans de govern
Els òrgans de l'Acadèmia de Ciències de la Unió Soviètica es van formar exclusivament sobre una base electoral. L'òrgan suprem és la Junta General d'Acadèmics i Membres corresponents. Per guiar l'Acadèmia en els períodes entre sessions de l'Assemblea General, es tria cada quatre anys el Presídium de l'Acadèmia de Ciències de la Unió Soviètica.

Presidents de l'Acadèmia de Ciències en el període soviètic:
| - 1917–1936 – Aleksandr Karpinski; - 1936–1945 – Vladímir Komarov; - 1945–1951 – Serguei Vavílov; - 1951–1961 – Aleksandr Nesmeiànov; | - 1961–1975 – Mstislav Kéldix; - 1975–1986 – Anatoli Aleksàndrov; - 1986–1991 – Guri Martxuk. |